# Mandy Haase
Mandy Haase (Leipzig, 25 juni 1982) is een voormalig hockeyster uit Duitsland. Ze vertegenwoordigde haar vaderland driemaal op rij bij de Olympische Spelen (2004, 2008, 2012). Haase speelde als verdedigster voor de Duitse clubteams Rüsselsheimer RK en Mannheimer HC. Haar jongere zus Lydia (1986) speelt eveneens hockey op het hoogste niveau.
Bij haar olympisch debuut in 2004 (Athene) won Haase met de Duitse nationale ploeg de gouden medaille. Ze maakte haar debuut op 18 mei 2003 in de vriendschappelijke wedstrijd tegen Tsjechië (3-0) in Leipzig. In totaal speelde Haase 207 officiële A-interlands voor Duitsland. Ze zwaaide af na de Olympische Spelen van 2012 in Londen. 

## Erelijst
- 2001 – 7e Wereldkampioenschap U21 in Buenos Aires
- 2002 –  Europees kampioenschap U21 in Alcala
- 2003 –  Europees kampioenschap in Barcelona
- 2000 – 4e Olympisch kwalificatietoernooi in Auckland
- 2004 –  Olympische Spelen in Athene
- 2005 –  Europees kampioenschap in Dublin
- 2005 – 5e Champions Trophy in Canberra
- 2006 –  EK zaalhockey in Eindhoven
- 2006 –  Champions Trophy in Amstelveen
- 2006 – 8e WK hockey in Madrid
- 2007 –  Europees kampioenschap in Manchester
- 2008 –  Champions Trophy in Mönchengladbach
- 2008 – 4e Olympische Spelen in Peking
- 2010 – 4e Champions Trophy in Nottingham
- 2010 – 4e WK hockey in Rosario
- 2011 –  Europees kampioenschap in Mönchengladbach
- 2012 – 4e Champions Trophy in Rosario
- 2012 – 7e Olympische Spelen in Londen